# Arripis
Arripis är ett släkte av fiskar. Arripis ingår i familjen Arripidae.
Arterna förekommer i havet kring södra Australien och Nya Zeeland. De besöker även bräckt vatten.
Arripis är enda släktet i familjen Arripidae.
Arter enligt Catalogue of Life:
- Arripis georgianus
- Arripis trutta
- Arripis truttacea
- Arripis xylabion

## Bildgalleri

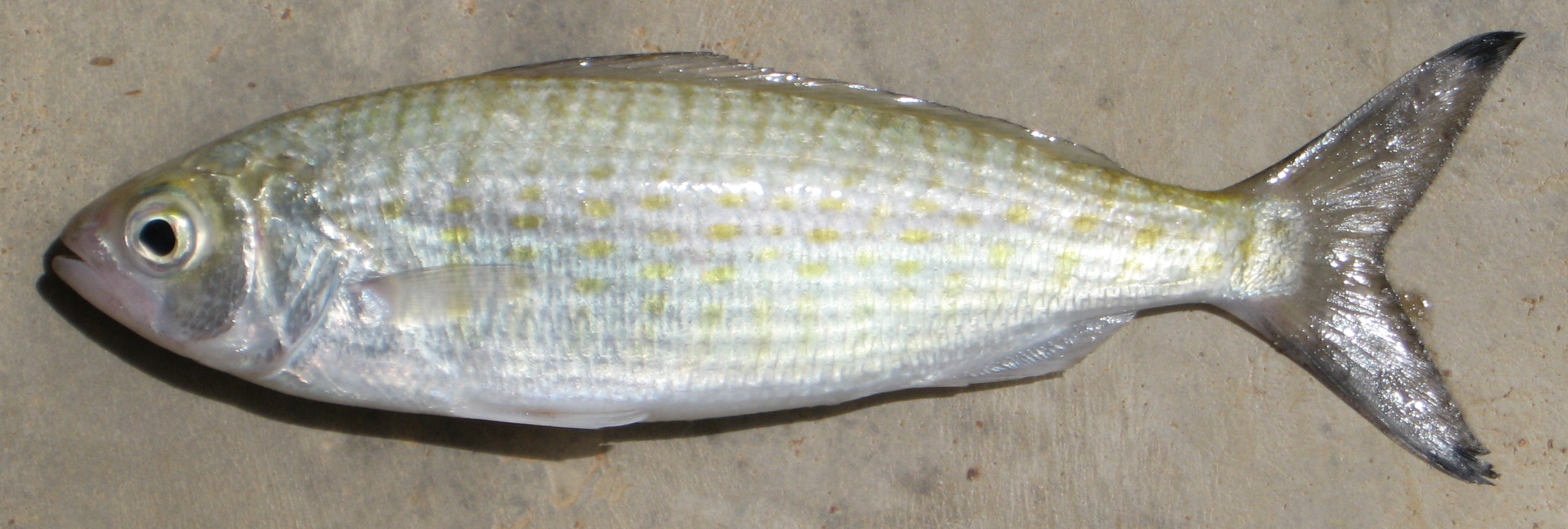
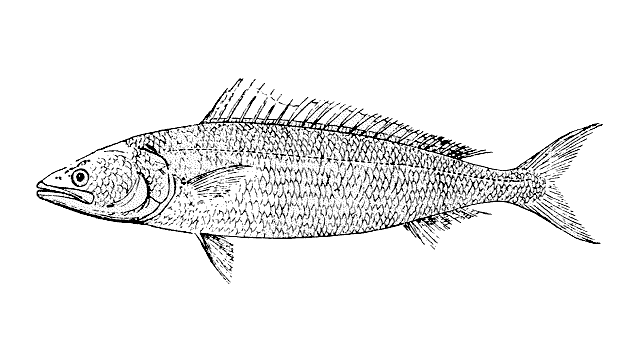